# Hérakleidész (grammatikus)
Hérakleidész (Kr. e. 1. század) görög grammatikus
Milétoszból származott, Héródianosz elődje a prozódia terén. Munkáiból mindössze töredékek maradtak fenn.